# Zbigniew Ciok
Zbigniew Marian Ciok (ur. 7 stycznia 1931 w Warszawie, zm. 23 kwietnia 2017) – polski inżynier elektryk, specjalista z dziedziny elektrotechniki, profesor Politechniki Warszawskiej, członek Towarzystwa Naukowego Warszawskiego, Polskiej Akademii Nauk, IEEE, CIGRE oraz Polskiego Towarzystwa Elektrotechniki Teoretycznej i Stosowanej. Doktor honoris causa Sankt-Petersburskiego Uniwersytetu Technicznego (1997).

## Życiorys
W 1959 uzyskał stopień doktora nauk technicznych w zakresie elektroenergetyki i aparatów elektrycznych, a w 1974 tytuł profesora. W tym okresie wypromował 14 doktorów nauk. Związany z Politechnika Warszawską: w latach 1967-71 był prodziekanem Wydziału Elektrycznego Politechniki Warszawskiej, w latach 1970-84 i 1987-99 dyrektorem Instytutu Wielkich Mocy i Wysokich Napięć PW, w latach 1990-2001 kierownikiem Zakładu Inżynierii Elektrofizycznej w Instytucie Wysokich Napięć i Wielkich Mocy i w latach 1984-1987 prorektor Politechniki Warszawskiej ds. nauki. W latach 1980–1990 był także członkiem Senatu i przewodniczący dwu komisji senackich Politechniki Warszawskiej.
Oprócz tego był członkiem rad naukowych Instytutu Energetyki w latach 1975-2008 i jej przewodniczącym w okresie 1979-99 oraz Instytutu Elektrotechniki (od 1971).
Działał także w międzynarodowych organizacjach jak CIGRE (członek od 1970 roku, zastępca przewodniczącego Polskiej Sekcji CIGRE 1992-2003) i IEEE (członek od 1978, przewodniczący Polskiej Sekcji IEEE w latach 1992-96, członek Zarządu Polskiej Sekcji IEEE).
Był członkiem Centralnej Komisji ds. Tytułu Naukowego i Stopni Naukowych (1978-2003) oraz Rady Głównej Szkolnictwa Wyższego (1987-92), gdzie pełnił funkcje wiceprzewodniczącego i przewodniczącego Komisji ds. Nauki.
Od 1983 członek korespondent Towarzystwa Naukowego Warszawskiego, a od 1987 członek zwyczajny.
Od 1973 także członek Polskiego Towarzystwa Elektrotechniki Teoretycznej i Stosowanej PTETiS, przewodniczący (1978-87), członek Zarządu (od 1987 roku) i członek honorowy (1988).
Od 1989 członek korespondent PAN, od 2007 członek rzeczywisty PAN.
Był autorem 12 książek o charakterze monograficznym, 6 skryptów akademickich oraz ok. 150 artykułów i referatów na konferencje naukowe i naukowo-techniczne. Specjalizował się z zakresu modelowania elementów systemu elektroenergetycznego i metody obliczeń przebiegów nieustalonych w sieciach i systemach elektroenergetycznych: metody analizy pól elektromagnetycznych, wyładowania elektryczne w gazach, zastosowania nadprzewodnictwa w elektroenergetyce i elektrotechnice, oddziaływania linii oraz urządzeń elektrycznych na środowisko.

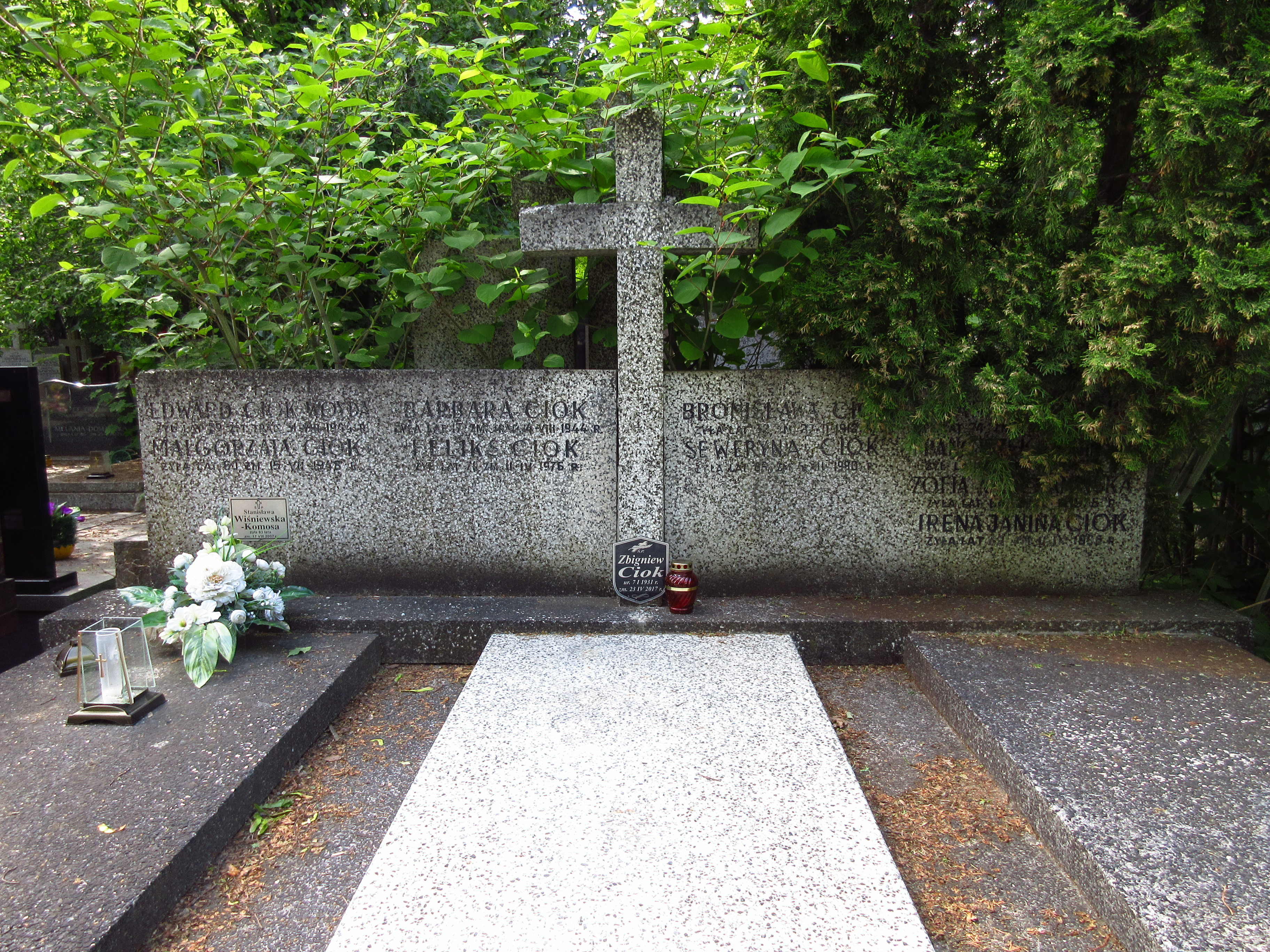
Grób profesora Zbigniewa Cioka na Cmentarzu Bródnowskim.

Pochowany na cmentarzu Bródnowskim (kwatera 37B-3-20).